# Öratjärnarna (Storsjö socken, Härjedalen, 698029-136616)
Öratjärnarna är en sjö i Bergs kommun i Härjedalen och ingår i Ljungans huvudavrinningsområde.